# أوين ماكنيل
أوين جون ماكنيل (بالأيرلندية: Eoin MacNeill؛ 15 مايو 1867- 15 أكتوبر1945) هو باحث أيرلندي، مناصر للغة الإيرلندية، وسياسي ومؤمن بالقومية، شغل منصب وزير التعليم من عام 1922 حتى عام 1925، ورئيسًا لمجلس النواب (البرلمان) الأيرلندي من عام 1921 حتى عام 1922، ووزيرًا للصناعات من عام 1919 حتى عام 1921، ووزيرًا للمالية من يناير عام 1919 وحتى أبريل عام 1919. وشغل منصب عضو في مجلس النواب الأيرلندي من عام 1918 وحتى عام 1927. وكان عضوًا في البرلمان لدائرة لندنديري سيتي (وهي دائرة برلمانية في أيرلندا) من عام 1918 وحتى عام 1922 وعضوًا في برلمان أيرلندا الشمالية لدائرة لندنديري من عام 1921 وحتى عام 1925. 
كان ماكنيل من أبرز مؤيدي إحياء اللغة الأيرلندية (الغيلية)، وكان أحد مؤسسي الرابطة الغيلية، وهي رابطة معنية بالحفاظ على اللغة والثقافة الأيرلندية. وقد وُصف بأنه «الأب الروحي للدراسة الحديثة لتاريخ العصور الوسطى الأيرلندي القديم».
في عام 1913، أسس منظمة المتطوعين الأيرلنديين وشغل منصب رئيس الأركان. حيث شغل هذا المنصب أثناء اندلاع ثورة عيد الفصح لكن لم يكن له أي دور في قيامها أو بالتخطيط لها، والتي نُفذت بواسطة مجموعة من العملاء من منظمة الإخوان الجمهوريون الأيرلنديون. ساهم ماكنيل في إبطال ثورة عيد الفصح في يومها الأول (يوم الاثنين) بعد معرفته فيها متحديًا بذلك باتريك بيرس، وذلك من خلال نشر إعلان إخباري في اللحظات الأخيرة ناصحًا به المتطوعين بعدم المشاركة بها. انتُخب لاحقًا للمجلس الأيرلندي الأول كعضو ممثل عن الحزب السياسي شين فين.

## النشأة
ولد أوين ماكنيل لوالده جون ماكنيل، وهو واحد من خمسة أطفال أبناء أرشيبالد ماكنيل، وهو من أصل روماني كاثوليكي من الطبقة العاملة حيث عمل كخباز، بحار وتاجر، وزوجته روزيتا ماكنيل (قبل الزواج ماكاولي)، وهي كاثوليكية أيضًا. نشأ في غلينارم، مقاطعة أنتريم، وهي منطقة «مازالت تحتفظ ببعض تقاليد اللغة الأيرلندية».
تلقى ماكنيل تعليمه في كلية سانت مالاخي (بلفاست) وجامعة الملكة، بلفاست. حيث كان لديه اهتمام بالتاريخ الأيرلندي وغمر نفسه بدراسته. في عام 1888، حصل على درجة البكالوريوس في الاقتصاد، والفقه والتاريخ الدستوري، ومن ثم عمل في الخدمة المدنية البريطانية لجلالة الملكة.
في عام 1893، شارك ماكنيل في تأسيس الرابطة الغيلية إلى جانب دوغلاس هايد؛ حيث شغل منصب أمين السر في الرابطة من غير أجر من عام 1993 وحتى عام 1897، ثم أصبح المحرر الأولي لصحيفة الرابطة إنكلادهام سوليوس بين عامي (1899-1901). كان ماكنيل يعمل أيضًا كمحرر لدى الصحيفة الغيلية من عام 1894 حتى عام 1899، وفي عام 1908، عُين أستاذًا للتاريخ الأيرلندي القديم في كلية دبلن الجامعية (يو سي دي).
تزوج من أغنيس مور في 19 أبريل من عام 1898، وأنجبا ثمانية أطفال، أربعة أبناء وأربع بنات.

## منظمة المتطوعين الأيرلنديين
في البداية كانت الرابطة الغيلية غير سياسية تمامًا، ولكن في عام 1915، طُرح اقتراح مضمونه التخلي عن هذه السياسة وأن تصبح المنظمة شبه سياسية. أيّد ماكنيل بشدة هذا الاقتراح وجمع إلى صفه غالبية المندوبين في البرلمان الأيرلندي في عام 1915. استقال بدوره دوغلاس هايد، البروتستانتي غير السياسي، والذي شارك في تأسيس الرابطة وكان رئيسها لمدة 22 عامًا، على الفور بعد ذلك.
وجود ماكنيل في الرابطة الغيلية، أتاح له لقاء العديد من أعضاء الحزب السياسي شين فين ومن منظمة الإخوان الجمهوريون الأيرلنديون (أي أر بي)، وغيرهم من القوميين والجمهوريين. أحد هؤلاء الزملاء، وهو مايكل أورايلي أدار صحيفة الرابطة إنكلادهام سوليوس، وفي أكتوبر من عام 1913، طلبوا من ماكنيل كتابة مقال افتتاحي حول موضوع أوسع من مشكلات اللغة الأيرلندية. قدم ماكنيل مقالة بعنوان «ذا نورث بيغين»، شجعت على تشكيل قوة قومية متطوعة ملتزمة بالحكم الأيرلندي الذاتي، على غرار النقابيون في وقت سابق من ذلك العام الذين شكلوا متطوعي أولستر لإسقاط الحكم الذاتي في أيرلندا.
تواصل بلمر هوبسن، وهو عضو منظمة (أي أر بي)، مع ماكنيل بغرض إحياء هذه الفكرة، ومن خلال سلسلة من الاجتماعات، أثمرت بترأس ماكنيل للمجلس الذي شكل منظمة المتطوعون الأيرلنديون، ليصبح لاحقًا رئيسًا لأركانها. على النقيض من منظمة الإخوان الجمهوريون الأيرلنديون، عارض ماكنيل فكرة التمرد المسلح، إلا لمقاومة أي قمع يحصل للمتطوعين، ولم يرى سوى أمل ضئيل بالفوز في معركة مفتوحة ضد الجيش البريطاني.
اخُترقت منظمة المتطوعون الأيرلنديون من قِبل الإخوان الجمهوريون الأيرلنديون، الذين خططوا لاستخدام المنظمة لتنظيم تمرد مسلح، بهدف فصل أيرلندا عن المملكة المتحدة وإنشاء جمهورية أيرلندية مستقلة. حيث شكل انخراط المملكة المتحدة في الحرب العالمية الأولى، بنظرهم، الفرصة المثالية للقيام بذلك. بالتعاون مع جيمس كونولي والجيش المدني الأيرلندي، خطط مجلس سري لمسؤولي منظمة الإخوان الجمهوريون لثورة عامة في عيد الفصح في عام 1916. في يوم الأربعاء قبل عيد الفصح، إذ زودوا ماكنيل برسالة، زعموا أنها سرقت من موظفين بريطانيين رفيعي المستوى في قصر دبلن، تشر إلى أن البريطانيين يخططون لاعتقاله وجميع القادة القوميين الأخرين. بدون علم ماكنيل، كانت الرسالة -التي تسمى وثيقة القصر- مزيفة.
عندما علم ماكنيل بخطط الإخوان الجمهوريون، وعندما أصبح على دراية بوشوك روجر كاسمينت الوصول لمقاطعة كيري مع شحنة من الأسلحة الألمانية، كان مقتنعًا على مضض بالتعاون معهم، معتقدًا أن اعتقاله من قِبل البريطانيين بات وشيكًا وأن تجنيد المتطوعين الأيرلنديين سكون مبررًا كعمل دفاعي. مع ذلك، بعد معرفته بأن شحنة الأسلحة الألمانية قد اعُترضت وأُلقي القبض على كاسمينت، وبعد مواجهة باتريك بيرس، الذي رفض الرجوع عن قراره، قاوم ماكنيل الأمر بالثورة وذلك عن طريق إرسال رسائل مكتوبة إلى القادة في جميع أنحاء البلاد، وبوضع إشعار في صحيفة صنداي إندبندنت يلغي فيه «المناورات المخطط لها». أدى ذلك إلى انخفاض كبير في عدد المتطوعين الذين تطوعوا للخدمة في يوم ثورة عيد الفصح.
أجمع بيرس وكونولي والأخرون على أن الثورة ستمضي قدمًا بكل الأحوال، لكنها بدأت بعد يوم واحد مما كان مخطط له في الأصل وذلك بهدف التأكد من مفاجأة السلطات. ابتداءً من يوم الإثنين من عيد الفصح، في 24 أبريل عام 1916، استمرت الثورة لمدة لا تتجاوز الأسبوع. تلا استسلام المتمردين، إلقاء القبض على ماكنيل على الرغم من أنه لم يشارك في هذا التمرد.

## فترة حياته الأخيرة ووفاته
تقاعد ماكنيل من السياسة بشكل كامل وأصبح رئيسًا للجنة المخطوطات الأيرلندية. في سنواته الأخيرة كرس حياته للتحصيل العلمي، حيث نشر عددًا من الكتب التي تتحدث عن التاريخ الأيرلندي. توفي في دبلن لأسباب طبيعية عن عمر يناهز 78 عامًا.

## روابط خارجية
- أوين ماكنيل على موقع الموسوعة البريطانية (الإنجليزية)